# فيرندالي (كاليفورنيا)
فيرندالي (بالإنجليزية: Ferndale )‏ هي إحدى مدن مقاطعة هومبولدت، كاليفورنيا. تم إعطاءها لقب مدينة في 28 أغسطس، 1893.

## المناخ
يظهر الجدول التالي التغييرات المناخية على مدار السنة لفيرندالي:
| البيانات المناخية لـفيرندالي      | البيانات المناخية لـفيرندالي | البيانات المناخية لـفيرندالي | البيانات المناخية لـفيرندالي | البيانات المناخية لـفيرندالي | البيانات المناخية لـفيرندالي | البيانات المناخية لـفيرندالي | البيانات المناخية لـفيرندالي | البيانات المناخية لـفيرندالي | البيانات المناخية لـفيرندالي | البيانات المناخية لـفيرندالي | البيانات المناخية لـفيرندالي | البيانات المناخية لـفيرندالي | البيانات المناخية لـفيرندالي |
| الشهر                             | يناير                        | فبراير                       | مارس                         | أبريل                        | مايو                         | يونيو                        | يوليو                        | أغسطس                        | سبتمبر                       | أكتوبر                       | نوفمبر                       | ديسمبر                       | المعدل السنوي                |
| --------------------------------- | ---------------------------- | ---------------------------- | ---------------------------- | ---------------------------- | ---------------------------- | ---------------------------- | ---------------------------- | ---------------------------- | ---------------------------- | ---------------------------- | ---------------------------- | ---------------------------- | ---------------------------- |
| متوسط درجة الحرارة الكبرى °ف (°م) | 57 (14)                      | 58 (14)                      | 59 (15)                      | 62 (17)                      | 64 (18)                      | 67 (19)                      | 70 (21)                      | 71 (22)                      | 72 (22)                      | 68 (20)                      | 61 (16)                      | 56 (13)                      | 64 (18)                      |
| متوسط درجة الحرارة الصغرى °ف (°م) | 40 (4)                       | 41 (5)                       | 42 (6)                       | 44 (7)                       | 47 (8)                       | 50 (10)                      | 52 (11)                      | 52 (11)                      | 50 (10)                      | 46 (8)                       | 43 (6)                       | 39 (4)                       | 46 (8)                       |
| معدل هطول الأمطار إنش (مم)        | 8.45 (215)                   | 7.70 (196)                   | 7.40 (188)                   | 3.38 (86)                    | 1.73 (44)                    | 0.55 (14)                    | 0.11 (2.8)                   | 0.34 (8.6)                   | 0.82 (21)                    | 2.81 (71)                    | 6.87 (174)                   | 8.31 (211)                   | 48.47 (1٬231٫4)              |
| متوسط الأيام الممطرة (≥ 0.01 in)  | 20                           | 12                           | 14                           | 12                           | 6                            | 6                            | 4                            | 6                            | 5                            | 11                           | 17                           | 17                           | 130                          |
| المصدر: Weatherbase               |                              |                              |                              |                              |                              |                              |                              |                              |                              |                              |                              |                              |                              |

## أعلام
- فرانك فيرغسون
- كارلوس روميرو
- لين كازانوفا